# Perophthalma
Genre
Perophthalma est un genre d'insectes lépidoptères de la famille des Riodinidae qui résident en Amérique du Sud.

## Dénomination
Le nom Perophthalma leur a été donné par John Obadiah Westwood en  1851.

## Liste des espèces
- Perophthalma lasciva Stichel, 1929; présent en Colombie.
- Perophthalma lasus Westwood, 1851; présent au Costa Rica, au Honduras et à Panama.
- Perophthalma tullius (Fabricius, 1787); présent au Mexique, en Guyane au Venezuela et  au Brésil

### Source
- Pesophthalma sur funet